# Ваджракілая

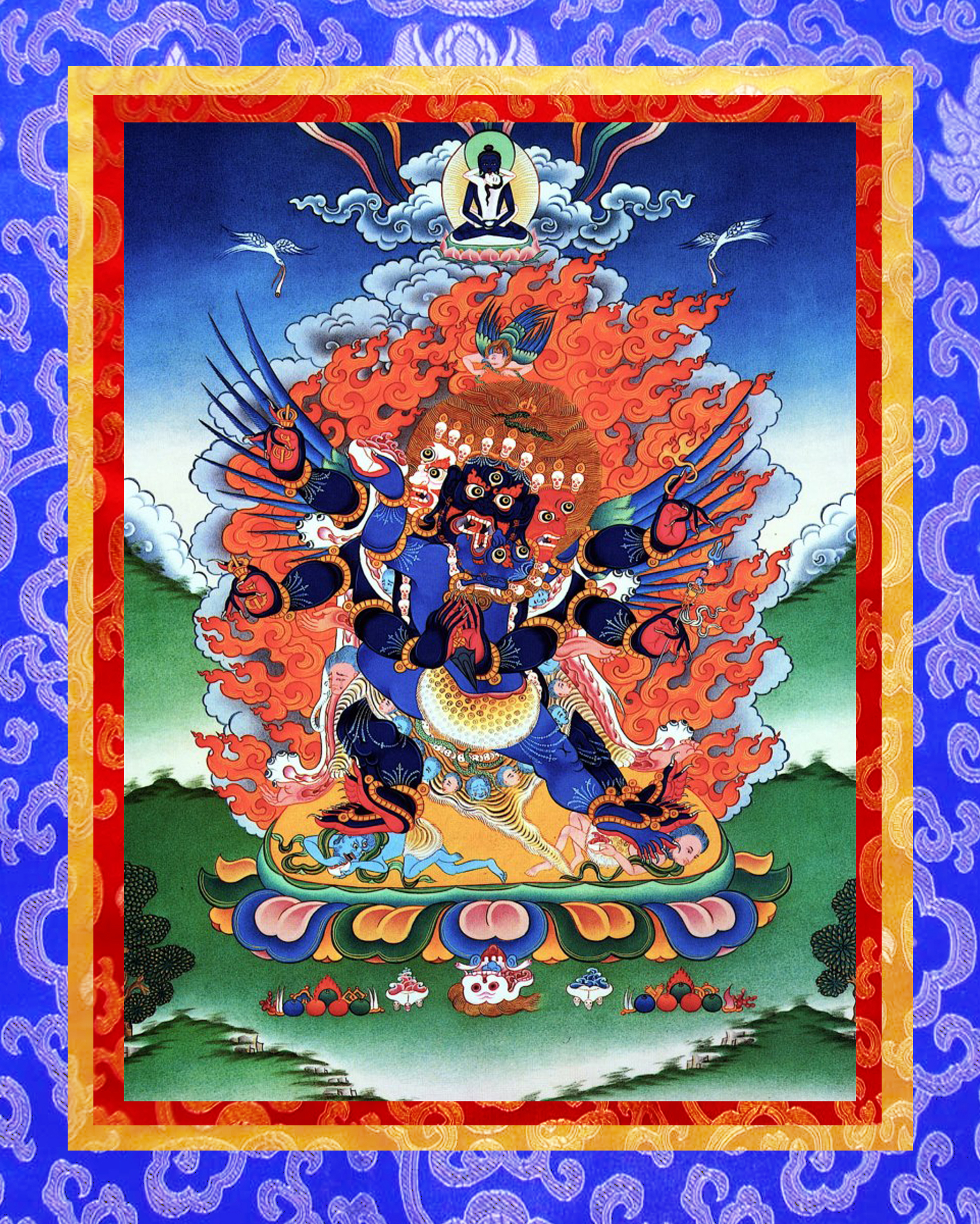
Ваджракілая, темно синій, тхангка

Ваджракілая (тиб. རྡོ་རྗེ་ཕུར་པ་, трансліт. Дордже Пхурба, латиніз. rdo rje phur ba, санскр. Ваджракілая, дослівно «Ваджрарний Кинджал», «Діамантовий кинджал») — це «гнівна форма» Будди Амогхасіддхи або Будди Акшобх'ї(залежно від школи), належить до класу ідамів. Тибетське ім'я цього ідама походить від назви його головного атрибуту — ритуального тригранного кинджала — Пхурба (кіла).

## Як божество
Ваджракілая — це важливе божество Ваджраяни, яке трансмутує та долає перешкоди та затьмарення. Падмасамбгава досяг усвідомлення завдяки практиці Янгдаг Герука (тибетська: yang dag he ru ka), але лише після поєднання її з практикою Ваджракілаї для очищення та усунення перешкод і затемнень.
Ваджракілая також розуміється як втілення діяльності розуму Будди. За словами Ділго К'єнце Рінпоче, Ваджракілая сприймається як гнівна форма Ваджрапані. Багато великих майстрів як в Індії, так і в Тибеті, але особливо в Тибеті, практикували Ваджракілаю (особливо в лінії Ньїнгма, а також серед Каг'ю, а також у межах Сак'ї). Головним божеством Сак'ї, окрім Хеваджри, є Ваджракілая.
Джам'янг Кх'єнце Вангпо, Ділго Кх'єнце Рінпоче, Дуджом Рінпоче та значна кількість лам із Каг'ю та Н'їнгми займалися садханою Ваджракілая.